# Kim Bo-ra
Kim Bo-ra (김보라?, Gim Bo-raLR, Kim Po-raMR; 28 settembre 1995) è un'attrice sudcoreana.

## Filmografia parziale

### Cinema
- For Horowitz (호로비츠를 위하여), regia di Kwon Hyung-jin (2006)
- Shim's Family (좋지 아니한가), regia di Jung Yoon-cheol (2007)
- Small Town Rivals (이장과 군수), regia di Jang Jyu-sung (2007)
- Evil Twin (전설의 고향), regia di Kim Ji-hwan (2007)
- Children of Heaven (천국의 아이들), regia di Park Heung-sik (2012)
- Grape Candy (청포도 사탕: 17년 전의 약속), regia di Kim Hee-jung (2012)
- Perfect Number (용의자X), regia di Bang Eun-jin (2012)
- Incomplete Life: Prequel (미생 프리퀄), regia di Son Tae-kyeom, Kim Tae-hee (2013)
- Monster (몬스터), regia di Hwang In-ho (2014)
- Shoot Me in the Heart (내 심장을 쏴라), regia di Mun Je-yong (2015)
- Sigan-italja (시간이탈자), regia di Kwak Jae-yong (2016)
- Night Song (삼례), regia di Lee Hyun-jung (2016)
- I Miss You - Boy Meets Girl (보고싶다 - 소년, 소녀를 만나다), regia di Jang Eun-yeon (2016)
- Goodbye Summer (굿바이 썸머), regia di Park Joo-young (2019)
- Warning: Do Not Play (암전), regia di Kim Jin-won (2019)
- Amore e guinzagli (모럴센스). regia di Park Hyun Jin (2022)

### Televisione
- Wedding (웨딩) – serie TV (2005)
- Famous Princesses (소문난 칠공주) – serie TV (2006)
- Love Me When You Can (있을 때 잘해) – serie TV (2006)
- Kimchi Cheese Smile (김치 치즈 스마일) – serie TV (2007)
- My Pitiful Sister (큰 언니) – serie TV (2008)
- Jungle Fish 2 (정글피쉬 2) – serie TV (2010)
- Royal Family (로열 패밀리) – serie TV (2011)
- Scent of a Woman (여인의 향기) – serie TV (2011)
- Vampire Prosecutor 1 (뱀파이어 검사 시즌1) – serie TV (2011)
- Ugly Cake (못난이 송편) – serie TV (2012)
- Seoyoung, My Daughter (내 딸 서영이) – serie TV (2012)
- Jugun-ui tae-yang (주군의 태양) – serie TV (2013)
- Love in Her Bag (그녀의 신화) – serie TV (2013)
- Yeppeun namja (예쁜 남자) – serie TV (2013-2014)
- Mother's Garden (엄마의 정원) – serie TV (2014)
- Climb The Sky Walls (하늘벽에 오르다) – serie TV (2014)
- S.O.S. (Strawberry On the Shortcake) - Save Me (S.O.S 나를 구해줘) – serie TV (2014)
- Bland You (슴슴한 그대) – serie TV (2014)
- Who Are You: Hakgyo 2015 (후아유 - 학교 2015) – serie TV (2015)
- Glamorous Temptation (화려한 유혹) – serie TV (2015)
- Webtoon Hero Toondra Show 2 - Flower Family (툰드라쇼 시즌2-꽃가족) – serie TV (2016)
- My Only Love Song (마이 온리 러브송) – serie TV (2017)
- Wang-eun saranghanda (왕은 사랑한다) – serie TV (2017)
- Buam-dong boksujadeul (부암동 복수자들) – serie TV (2017)
- Luv Pub (연애포차) – serial Web (2018)
- Love Your Glow (피어나) – serial Web (2018)
- Sky Castle (SKY 캐슬) – serie TV (2018-2019)
- Ghostderella (귀신데렐라) – serial Web (2019)
- Geunyeo-ui sasaenghwal (그녀의 사생활) – serie TV (2019)
- Touch (터치) – serie TV (2020)
- SF8 - Joan's Galaxy (SF8 - 우주인 조안) – serie TV (2020)
- Drama Special - Stealing Sleep (드라마 스페셜 - 도둑잠) – serie TV (2020)
- Love Scene Number (러브씬넘버) – serie TV (2021)
- Come i fiori sulla sabbia (모래에도 꽃이 핀다?, Morae-edo kkoch-i pindaLR) – serie TV (2023-2024)

## Videografia
Inoltre Kim Bo-ra è apparsa nei seguenti video musicali.
- 2012 – "I Need You" di K.Will
- 2013 – "The Day to Love" di Lee Seung-cheol
- 2015 – "My First Love" delle Berry Good
- 2019 – "If you listen to this song" di Cho Dae-ho